# James G. Randall
James Garfield Randall (* 4. Juni 1881 in Indianapolis, Indiana; † 20. Februar 1953) war ein US-amerikanischer Historiker, der für seine Biographie von Abraham Lincoln bekannt ist.

## Leben und Wirken
Randall studierte am Butler College mit dem Bachelor-Abschluss 1903 und wurde 1912 an der University of Chicago bei Andrew C. McLaughlin promoviert (die Arbeit war bei Claude H. Van Tyne an der University of Michigan angeregt). Er lehrte schon vor seiner Promotion an verschiedenen Colleges und Universitäten, ab 1912 am Roanoke College in Virginia, war im Ersten Weltkrieg Historiker des United States Shipping Board (er hatte sich als Freiwilliger zur Armee gemeldet, wurde aber wegen zu geringen Gewichts abgelehnt) und von 1920 bis 1950 an der University of Illinois at Urbana-Champaign.
Randalls Lincoln-Biografie galt zu seiner Zeit als wissenschaftlich vorbildlich und auf gründlichem Quellenstudium beruhend. Er schrieb auch ein verbreitetes Lehrbuch über den Amerikanischen Bürgerkrieg und die Reconstruction-Ära.
Randall sah den Bürgerkrieg im Gegensatz zu vielen zeitgenössischen Historikern und Historikern vor ihm nicht als unvermeidbaren Konflikt zwischen dem industrialisierten Norden und dem agrarischen Süden, sondern als politisch vermeidbares Ereignis, ausgelöst durch Radikale auf beiden Seiten, insbesondere radikale Abolitionisten in den Nordstaaten.
Mit seiner Frau Ruth P. Randall (Ruth Elaine Painter, Heirat 1917) schrieb er auch eine Biografie der Ehefrau von Lincoln (Mary Lincoln) und ihrer Ehe.
1939/40 war er Präsident der Mississippi Valley Historical Association. Im Jahr 1952 führte er den Vorsitz der American Historical Association.
Zu seinen Doktoranden zählt der Lincoln-Biograph David Herbert Donald.

## Ehrungen
- 1953 Loubat Prize für Medstream. Lincoln the President
- 1956 Bancroft-Preis für Last Full Measure. Lincoln the President (zusammen mit Richard Current)

## Schriften
- The confiscation of property during the Civil War, Indianapolis 1913 (Dissertation)
- Constitutional Problems under Lincoln, New York, London: Appleton 1926, University of Illinois Press 1951
- Herausgeber mit Theodore C. Pease The Diary of Orville Hickman Browning, Springfield, Illinois State Historical Library, 1927, 1933
- Has the Lincoln Theme Been Exhausted ? In: American Historical Review, 1936
- The Civil War and Reconstruction, 1937, Boston: Heath 1953, Neuauflage bearbeitet durch David Herbert Donald 1961
- The Unpopular Mr. Lincoln In: Abraham Lincoln Quarterly, Band 2 (1943), S. 255–280
- Lincoln and the South, 1946, Greenwood Press 1980 (Vorlesungen an der Louisiana State University)
- Lincoln the Liberal Statesman, New York: Dodd Mead 1947
- mit Ruth P. Randall Mary Lincoln: Biography of a Marriage, 1953
- Lincoln the President, 4 Bände, New York: Dodd Mead, 1945 bis 1955 (vollendet durch Richard Current), University of Illinois Press 2000